# Ferkai András
Ferkai András (Budapest, 1953. június 7. –) Ybl Miklós-díjas építészettörténész, egyetemi tanár, a Magyar Tudományos Akadémia levelező tagja. Az Iparművészeti Főiskola Design- és művészettörténeti Tanszékének vezetője. Freund Vilmos építész dédunokája.

## Élete
1972 és 1977 között a Budapesti Műszaki Egyetem Építészmérnöki karon tanult, majd 1982–1984 között a Budapesti Műszaki Egyetem Mérnöktovábbképző Mesteriskoláján képezte tovább magát. 1977–1982 között a Középülettervező Vállalat, 1982–1986 között az Általános Épülettervező Vállalat építész-tervezője. 1986–1988-ban a Magyar Építőművészet szerkesztője. 1988–1989-ben a Soros Alapítvány ösztöndíjával kutató.
Magyar Iparművészeti Főiskola (1990–1993) Szakelméleti Kutatócsoportjának vezetője, a főiskola tanára. 2005-től egyetemi tanár és az Elméleti Intézet igazgatója. 1998-ban a Canadian Centre for Architecture vendégkutatója Montrealban. Széchenyi Professzori ösztöndíjas 2000–2003 között. 1987-ben Podmaniczky-díjas, Soros Művészeti Díjat kapott 1999-ben, Ybl Miklós-díjat 2002-ben, Németh Lajos-díjat 2007-ben. Tagja az Építész Kamarának, az MTA Építészettörténeti és Elméleti bizottságának, a fővárosi és a műemlékes tervtanácsnak és a DOCOMOMO International Register magyar szekciójának. 2022-ben a Magyar Tudományos Akadémia levelező tagjává választották.

## Munkássága
Kutatási területe a 20. századi és a kortárs magyar, ill. közép-kelet-európai építészet, különösen a két világháború közötti időszakban és az 1990-es években, továbbá a hazai környezetkultúra és a lakóház- és lakótelepépítés témája. Építészettörténeti előadásokat tartott számos hazai és külföldi egyetemen és főiskolán, nemzetközi konferenciák rendszeres résztvevője. Mintegy nyolcvan tanulmány, cikk, katalógusszöveg és interjú szerzője.

## Főbb művei
- Konsztantyin Melnyikov, Budapest, 1988
- After the Darkness. Architecture and politics in post-war Eastern Europe, World Architecture, 1989/3.
- Új magyar iparművészet felé. Válogatás a magyar iparművészet dokumentumaiból, 1899-1947; szerk. Ferkai András, István Mária, Slézia József; Magyar Iparművészeti Főiskola, Budapest, 1991 (Tölgyfa füzetek)
- Iparművészet és tervezőképzés a kilencvenes években. A Magyar Iparművészeti Főiskola szakmai konferenciáján 1991. november 29-én elhangzott előadások és hozzászólások; szerk. Ferkai András, István Mária, Slézia József; Magyar Iparművészeti Főiskola, Budapest, 1992 (Tölgyfa füzetek)
- Buda építészete a két világháború között, Budapest, 1995
- Nemzeti építészet. A „nemzeti fogalom” jelentésváltozásai két világháború közötti építészetünkben (kandidátusi disszertáció, 1995)
- Építészeti kalauz. Budapest építészete a századfordulótól napjainkig [társszerzőkkel], Budapest, 1997
- Üzletportálok, Budapest, 1997 (angolul, németül is)
- Architecture of Historic Hungary [a két világháború közötti és 1945 utáni korszak magyar építészetéről szóló fejezetek], Budapest, 1998
- Magyarország építészetének története [a két világháború közötti és 1945 utáni korszak magyar építészetéről szóló fejezetek], Budapest, 1998
- Jánossy György építőművész, Budapest, 2001
- Pest építészete a két világháború között [társszerzőkkel], Budapest, 2001
- Építészeti kalauz: Magyarország építészete a 20. században [társszerzőkkel], Budapest, 2002
- Űr vagy megélt tér. Építészettörténeti írások; Terc, Budapest, 2003 (Építészet/elmélet)
- Lakótelepek; fotó Pólya Zoltán, Ferkai András; Városháza, Budapest, 2005 (A mi Budapestünk) (angolul, németül is)
- Gulyás Zoltán építészete, 1930-2000; szerk. Ferkai András; HAP, Budapest, 2005
- Modern házak; fotó Hajdú József; Városháza, Budapest, 2009 (A mi Budapestünk) (angolul, németül is)
- Családi házak; tan. Ferkai András, Lévai-Kanyó Judit, Simon Mariann; Terc, Budapest, 2009 (Kortárs magyar építészet)
- Molnár Farkas, Budapest, 2011.
- Ferkai A., Az árumintavásár és a modern építészet. In Székely Miklós (szerk.) Opus Mixtum 1. Budapest, 2012.
- Villaépítészet a két világháború között. In: Puhl Antal (szerk.), Magyarország híres villái, Prága, 2013
- Lakógépből parasztházba? Ízlésváltozás a harmincas évek magyar lakóház-építészetében. In: Szász Antónia – Kirzsa Fruzsina (szerk.), A kultúra rejtelmei. Kapitány Ágnes köszöntése, Budapest, 2013
- Farkasdy Zoltán építészete; HAP Tervezőiroda Kft., Budapest, 2014
- Fischer-villa. Egy modern épület megújulása / The Fischer Villa. The reconstruction of a modern building; angolra ford. Veres Péter; Országos Bírósági Hivatal, Budapest, 2014
- Modern házak és lakóik. A Napraforgó utcai kislakásos mintatelep története; Terc, Budapest, 2019

## Díjai, elismerései
- Prima díj (2019)[3]